# Ephebopus uatuman
Ephebopus uatuman là một loài nhện trong họ Theraphosidae.
Loài này thuộc chi Ephebopus. Ephebopus uatuman được miêu tả năm 1992 bởi Hippolyte Lucas, Silva & Bertani.